# Cloreto de platina(IV)
Cloreto de platina (IV) é o composto químico com a fórmula empírica PtCl4. Este sólido castanho apresenta a platina no estado de oxidação 4+. Típico de Pt(IV), os centros metálicos adotam a geometria octaédrica
Os haletos mais pesados, PtBr4 e PtI4, são também conhecidos.